# Adalberto Tejeda Olivares
Sixto Adalberto Tejeda Olivares (Chicontepec de Tejeda, Veracruz; 28 de marzo de 1883-Ciudad de México, 8 de septiembre de 1960) fue un militar y político mexicano que se desempeñó como gobernador de Veracruz de 1920 a 1924 y de 1928 a 1932.
Fue el primogénito de la familia integrada por Eutiquia Olivares, nativa de Chicontepec, y de Luis Tejeda Guzmán, originario de Jalacingo. Tuvo que enfrentarse al ejército pelaecista, pero fracasó por la indisciplina y la corrupción de la tropa carrancista. Tomó partido en favor de los indígenas porque muchos de ellos no podían defenderse, pues carecían de dinero para pagar un abogado, pues no sabían leer ni escribir y la gente que rodeaba a estos no tenían conocimiento de sus lenguas indígenas actualmente su familia en 2022 está conformada por su nieto Ramón Chardi Tejeda y su esposa María de las Mercedes C..

## Juventud
Realizó sus primeros estudios en la escuela cantonal de su pueblo natal; luego ingresó, en la Ciudad de México, a la Escuela Nacional Preparatoria y a la Escuela Nacional de Ingeniería, donde dejó inconclusa la carrera profesional. De regreso a su estado se dedicó a trabajar en la mediación de tierras, lo que le permitió conocer la situación de los campesinos y peones agrícolas.

## Militar en la Revolución Mexicana
Su actividad revolucionaria se inició con su unión a las fuerzas revolucionarias en 1913. No participó en la lucha de Francisco I. Madero, pero a raíz de su asesinato se levantó en armas con un pequeño grupo de campesinos. En aquel entonces era síndico del Ayuntamiento. En las fuerzas constitucionalistas obtuvo el grado de teniente coronel y ocupó la Jefatura del Estado Mayor de la División de Oriente cuando ésta estuvo al mando de Cándido Aguilar. En 1915, Venustiano Carranza lo designó jefe de las operaciones militares en la Huasteca Veracruzana, en donde realizó una tibia campaña contra Manuel Peláez. Fue elegido diputado por Chicontepec para el Congreso Constituyente de 1917, sin embargo sus ocupaciones militares le impidieron asistir a las sesiones, por lo que su lugar fue ocupado por el suplente Enrique Meza Llorente.

## Gobernador de Veracruz (1.er. periodo; 1920-1924)
A pesar de ello, en 1918 fue elegido senador. En 1920, apoyado por Álvaro Obregón, a quien se había aliado en el conflicto contra Venustiano Carranza de ese mismo año, el Partido Liberal Constitucionalista lanzó su candidatura a gobernador de Veracruz. Triunfó y ocupó el puesto hasta 1924, cuando entregó el puesto a Heriberto Jara.
Impulsó la educación rural y reorganizó la administración del ramo; aplicó la reforma agraria contra los hacendados y apoyó la creación de la Liga de Comunidades Agrarias y el Movimiento Inquilinario dirigido por Herón Proal.
Apoyó el proyecto de la Cámara Nacional de Comercio de Jalapa que contemplaba un estadio como el de Olimpia, Grecia, donde los espectadores se sentarían directamente sobre el césped de una ladera natural y, por lo tanto, el costo sería reducido. El Stadium Jalapeño se inauguró el 5 de mayo de 1922.
En ese tiempo, en toda Latinoamérica únicamente existía otro estadio deportivo: el River Plate de Buenos Aires, Argentina
.
Enfrentó problemas con las compañías petroleras que, violando el artículo 27 constitucional, explotaban yacimientos del subsuelo en el noroeste del estado, sin aporte económica al gobierno estatal.
Tejeda se enfrentó a la crítica que lo calificaba de un radical, principalmente el diario El Dictamen, que dirigía Juan Malpica Silva, y en El Eco Xalapeño, de Manuel González. Por otra parte, le tocó enfrentar a la rebelión delahuertista.
Durante este periodo, designó como gobernador interino a Ángel Casarín, su secretario de gobierno, quien desempeñó la gobernatura en múltiples ocasiones entre 1922 y 1924.

## Callismo
A finales de 1924 fue nombrado secretario de Comunicaciones y Obras Públicas; de 1925 a 1928 fue secretario de Gobernación en el gabinete de Plutarco Elías Calles. Estando en este puesto estalló la Guerra Cristera, combatiendo con éxito a los grupos cristeros que se enfrentaron al gobierno federal de Calles.

## Gobernador de Veracruz (2.º periodo; 1928-1932)
Regresó al gobierno de Veracruz, por el periodo de 1928 a 1932. En esta ocasión apoyó la campaña anticlerical que derivó en una persecución religiosa, por lo que su actitud provocó gran oposición dentro de los sectores católicos del estado, al grado de que fue víctima de un frustrado atentado al salir del Palacio de Gobierno de Jalapa. En su segundo periodo, además, se caracterizó por su impulso al cooperativismo, la construcción de carreteras, la instalación de servicios de sanidad, y por la fundación de la Refaccionaria, institución financiera creada para apoyar a los obreros y campesinos veracruzanos.

## Conflicto con la religión católica
Se promulgó el decreto 197 conocido como Ley Tejeda, referente a la reducción de los sacerdotes en todo el Estado de Veracruz, para restringir la libertad religiosa del pueblo católico. De parte del gobernador, fue enviada a cada sacerdote una carta exigiéndoles el cumplimiento de esa ley, entrando en conflicto con el Obispo de Veracruz Rafael Guízar y Valencia, además de la desaprobación de los católicos. Lo más álgido de esta situación, fue el asesinato del padre Angel Darío Acosta dentro de la Catedral de Veracruz.

## Últimos años
En 1934, frente a la candidatura de Lázaro Cárdenas, lanzó la suya apoyada por el Partido Socialista de las Izquierdas. Fracasó en su intento y tomó la carrera diplomática. Fue embajador de México en Francia (1935 a 1937); España (1937 a 1939) y en Perú (1942). En su carrera militar logró ascender hasta el grado de general brigadier, en 1948. Murió en la Ciudad de México, el 8 de septiembre de 1960.

## Honor
- Existe en el Estado de Veracruz-Llave, una ciudad que lleva su nombre, y que anteriormente se llamaba Camarón, famosa por haber sido derrotada durante la intervención francesa las tropas de élite de la Legión Extranjera.  En ese lugar existe un monumento que fue construido posteriormente por el gobierno francés, con una placa en donde se tienen los nombres de los soldados como reconocimiento a su valentía y entrega en el combate contra las tropas mexicanas republicanas. También en los municipios de Boca del Río y Xalapa, Veracruz, existen colonias que lleva su nombre.